# 鈴木善三
鈴木 善三 （すずき ぜんぞう、1931年10月16日 - ）は、日本のイギリス文学者。東北大学名誉教授。
昭和6(1931)年、宮城県塩竈市に生まれる。
昭和20(1945)年、塩竃市立中学校から黒川郡大衡村、村立大衡小学校高等科2年に転校。
昭和21(1946)年4月、宮城師範学校予科に進学。学制改革により、昭和25(1950)年4月、東北大学教育学部に入学して、すぐに自主退学。
昭和25(1950)年、東北学院大学英文学科入学。昭和29(1954)年、卒業。
昭和29(1954)年4月、福島県立棚倉高等学校に英語教師として赴任。2年間教鞭を執る。
昭和31(1956)年、東北大学大学院文学研究科修士課程入学。昭和34年(1959)年、同博士課程に進学。東北大学大学院では、18世紀イギリス文学を専攻し、イギリス風刺文学を研究題目とする。
昭和37(1962)年3月、東北大学大学院文学研究科を満期退学。
昭和38(1963)年4月、東北大学文学部（英文学講座）専任講師となる。昭和41年(1966)年、助教授、昭和56(1981)年、教授に昇任。初代土居光知、小林淳男、村岡勇、加藤孝に続く5代目の教授であった。平成7(1995)年3月、定年退官。
昭和41(1966)年、平善介、樋渡雅弘と共に日本ジョンソン協会創設。
昭和44(1969)—昭和45(1970)年、アメリカ合衆国に滞在し、Pope、Swiftなどの研究誌The Scriblerianの編集に携わる。
この間、ケンブリッジ大学Hughes HallにBritish Council Visiting Fellowとして約2年間滞在。東北大学評議員を2期務めたほか、日本英文学会監事と東北英文学会会長も務めた。
平成7(1995)年4月、宮城学院女子大学教授。
平成14(2002)年、定年退職。この間、平成11年から2年間、宮城学院女子大学人文科学研究科長を務めた。

## 主要業績

### 著書
- 『イギリス諷刺文学の系譜』研究社出版 1996 ISBN 4327481319[9]
- 『啓蒙の杜　十八世紀英文学論』文藝春秋企画出版部 2021（非売品）
- 『新版　啓蒙の杜　十八世紀英文学論』文藝春秋企画出版部 2021 ISBN 978-4-16009012-5

### 共著
- 『講座 英米文学史 2：詩II 』「 オーガスタン詩論」大修館書店 2001 978-4469140729[10] 杉本龍太郎・圓月勝博・鈴木善三・鈴木雅之共著

### 翻訳
- アーサー・ポラード『諷刺』(文学批評ゼミナール〈7〉) 研究社出版 1972[11]

### 主要論文
- 鈴木善三「漱石のポープ像」『比較文学』第21巻、日本比較文学会、1978年、11-21頁、doi:10.20613/hikaku.21.0_11。
- 「自由と詩歌の進歩」『村岡勇先生喜寿記念論文集： 英文学試論』金星堂 1983
- 「反時代的考察としての『文学評論』」『英語青年』研究社出版：第142巻 第3号 1996
- 「土居光知とノースロップ・フライ」『英語青年』研究社出版 第144巻 第10号 1999[12]

## 関連資料
- 原英一、小澤博、Robinson, Peter (1996). Enlightened Groves : Essays in Honour of Professor Zenzo Suzuki 鈴木善三教授退官記念論集〈英文版〉. Shohakusha. ISBN 978-4-88198-858-9
- 小沢 博「鈴木善三教授の業績と学風」『文化』58巻 3・4号 東北大学文学会 編[13]
- 鈴木善三「あとがき　戦争に翻弄された一青年の小伝」、鈴木善三『啓蒙の杜　十八世紀英文学論』文藝春秋企画出版部 2021、449-453頁